# Yamato (Kagoshima)
Yamato (japanisch 大和村 Yamato-son) ist eine Gemeinde auf den Amami-Inseln im Landkreis Ōshima-gun der Präfektur Kagoshima.

## Geographie
Yamato liegt auf der Westseite von Amami-Ōshima. Angrenzende Gemeinden sind Amami im Osten und Uken im Süden. Durch Yamato fließt ein gleichnamiger Fluss von Süden aus nach Nordosten in die Onkatsu-Bucht (思勝湾). Ein rechter Nebenfluss des Yamato ist der Mita, an dessen Oberlauf sich der Yamato-Staudamm befindet.
Verwaltungsbezirke (大字 Ōaza):

- Kuninao (国直)
- Yuwangama (湯湾釜)
- Tsunagu (津名久)
- Ongachi (思勝)
- Yamatohama (大和浜)
- Ōdana (大棚)
- Ōganeku (大金久)
- Toen (戸円)
- Naon (名音)
- Shidokan (志戸勘)
- Imazato (今里)

## Kultur
In Yamato befindet sich das Amami Wildlife Center des japanischen Umweltministeriums. Ein auf Präfekturebene ausgewiesenes Kulturgut ist zudem Boregura (群倉), wobei es sich um über 100 Jahre alte landwirtschaftliche Lagerstätten handelt, die sich früher auf der ganzen Insel fanden.

## Galerie

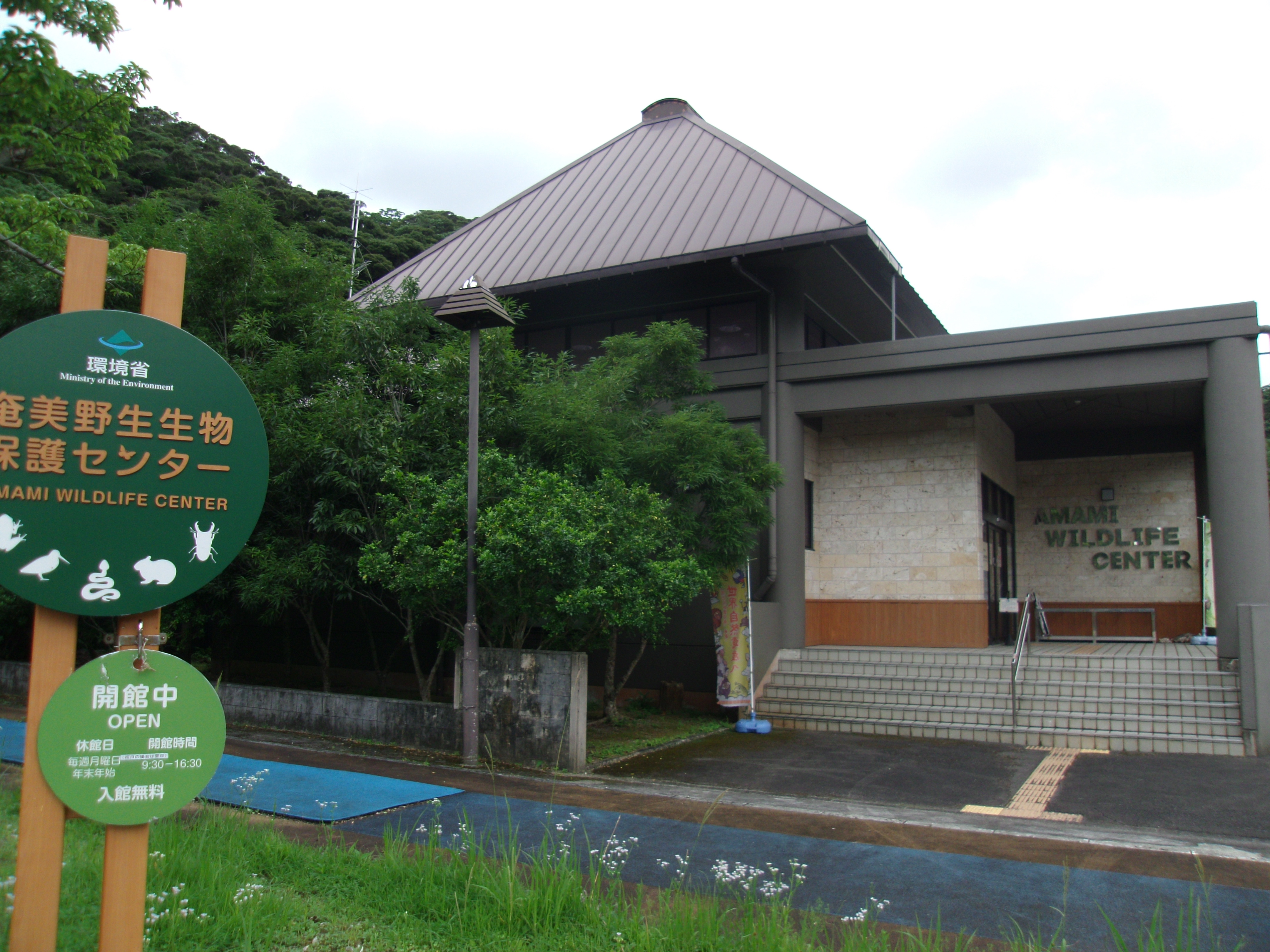
Amami Wildlife Center
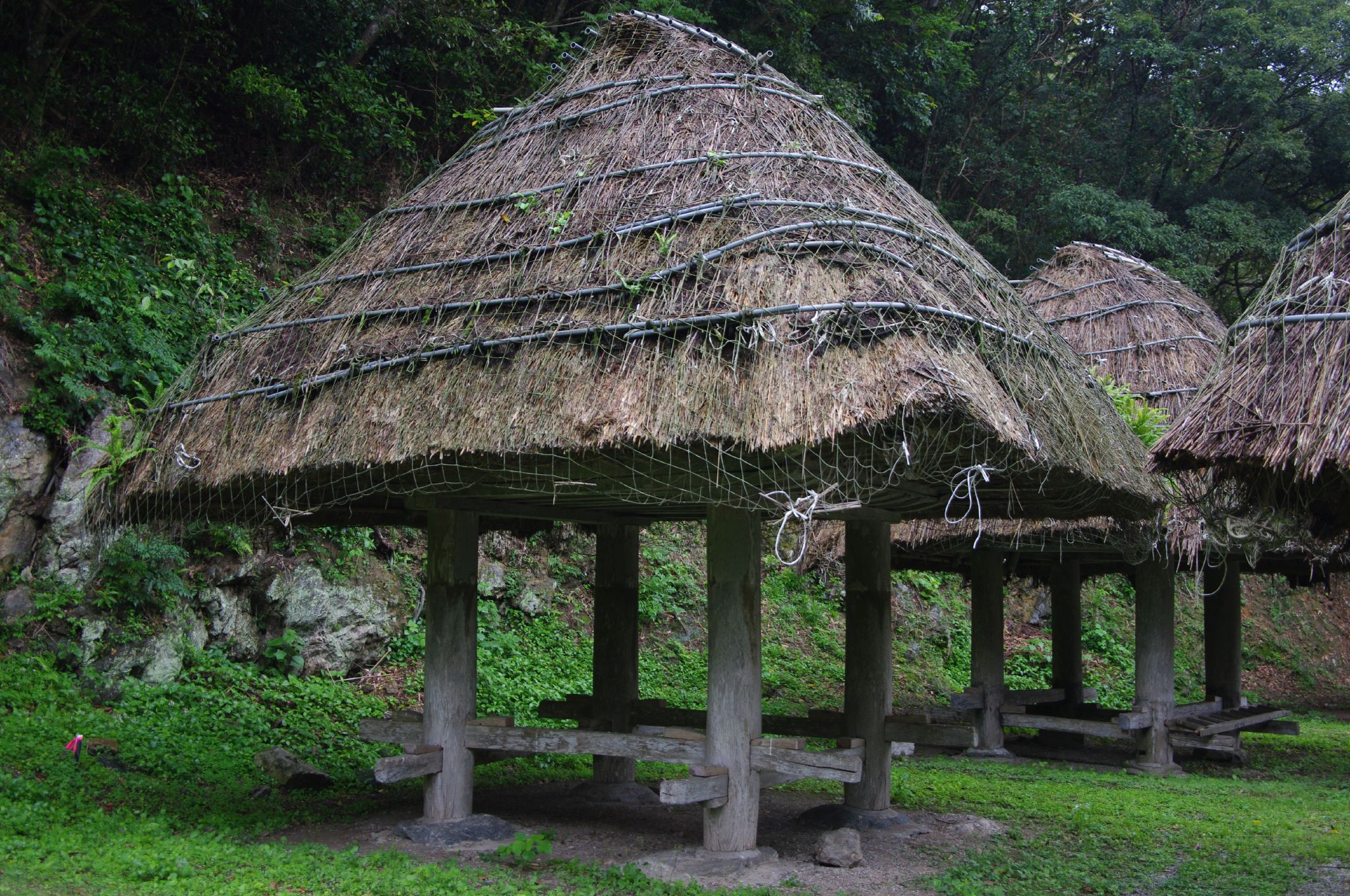
Boregura
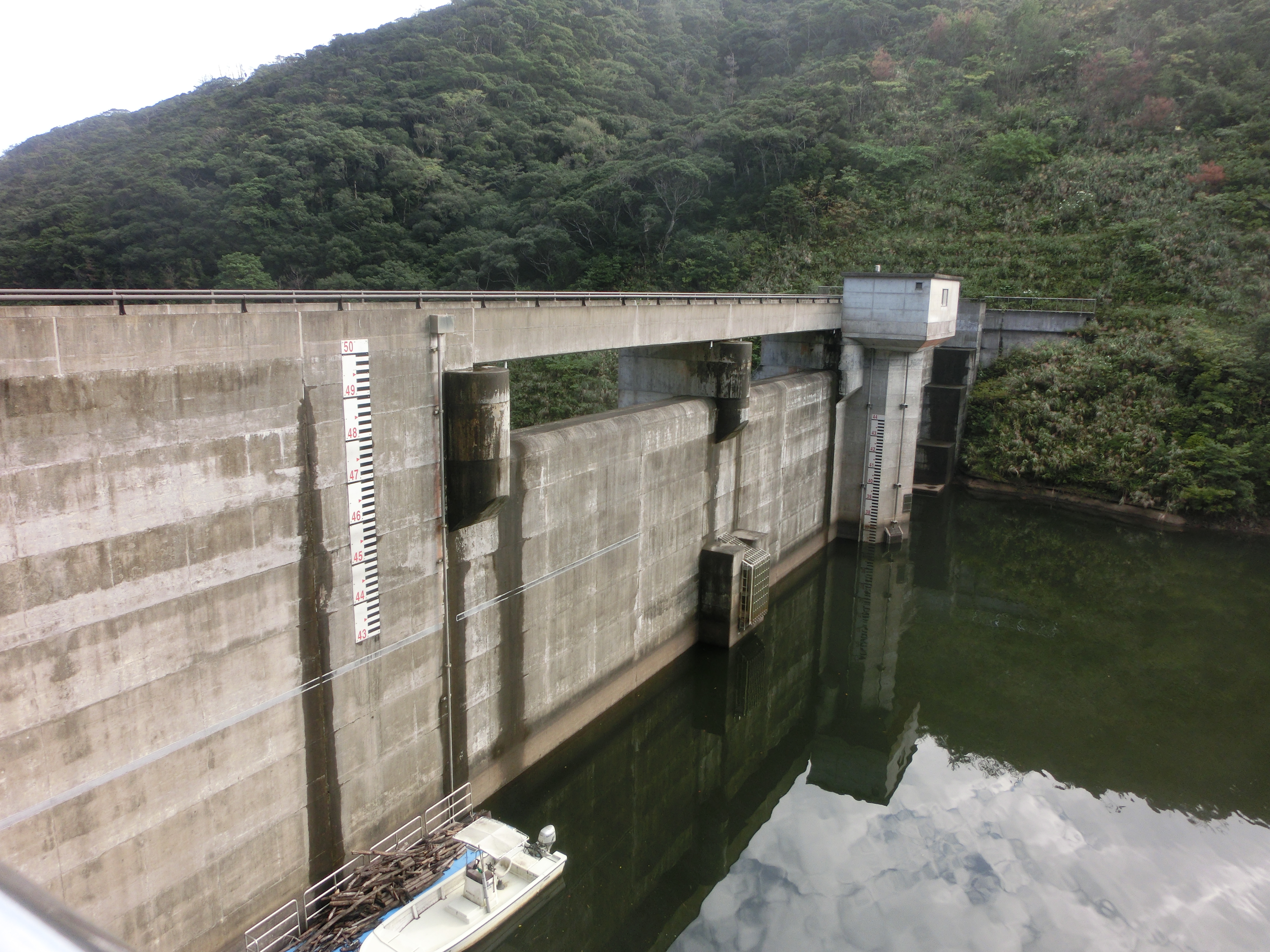
Yamato-Staudamm